# Tipula (Eumicrotipula) thalia
Tipula (Eumicrotipula) thalia is een tweevleugelige uit de familie langpootmuggen (Tipulidae). De soort komt voor in het Neotropisch gebied.